# Prosperidad
Prosperidad es un municipio de la provincia de Agusan del Sur en Filipinas. Según el censo de 2000, tiene 70,815 habitantes.

## Barangayes
Prosperidad se subdivide administrativamente en 32 barangayes.
| - Aurora - Awa - Azpetia - Población - La Caridad - La Suerte - La Unión - Las Navas - Libertad - Los Arcos - Lucena | - Mabuhay - Magsaysay - Mapaga - New Maug - Napo - Patin-ay - Salimbogaon - Salvación - San Joaquín - San José - San Lorenzo | - San Martín - San Pedro - San Rafael - San Salvador - San Vicente - Santa Irene - Santa Maria - La Perian - La Purísima - San Roque |

- Datos: Q627144
- Multimedia: Prosperidad / Q627144

1. ↑  Worldpostalcodes.org, código postal n.º 8500.